# Tracy Gray
Pour les articles homonymes, voir Gray.
Tracy Gray, née en 1969 ou 1970 à Edmonton en Alberta, est une entrepreneure et femme politique canadienne. Elle représente la circonscription de Kelowna—Lake Country à la Chambre des communes du Canada de 2019 à 2025 sous la bannière du Parti conservateur du Canada.

## Biographie

### Carrière politique
Gray est élu au conseil municipal de Kelowna suite à l'élection municipale britanno-colombienne de 2024 (en). Au conseil municipal, elle est élue présidente du Okanagan Basin Water Board (en).